# Chris Anderson
Chris Anderson (født 9. juli 1961 i London) er en amerikansk journalist og forfatter, der er chefredaktør for magasinet Wired. Han står blandt andet bag udtrykket Den lange hale efter titlen på en af hans bøger (The Long Tail), som beskriver, hvordan internettet styrker nichemarkeder.